# Something Else by the Kinks
Something Else by the Kinks je album od britské rockové skupiny The Kinks
Bylo-li album Face to Face pozoruhodnou nahrávkou, tak jeho následovník – Something Else – dosáhl hudební dokonalosti. Nabízí 13 klasických „britpopových“ songů, které jsou po skladatelské stránce vybroušenější a z obsahového hlediska daleko sentimentálnější a nostalgičtější než jejich dosavadní produkce. Kinks se nepřipojili k módní vlně psychedelické hudby, která v této době dominovala rockovému světu, a zůstali věrní sami sobě. Žádná deska z roku 1967 proto nezní tak, jako tato. Není to žádný hard-rock, ale spíše akustická hudba a umírněné R&B. Síla tohoto alba tak částečně vychází z klidného tónu skladeb, který elegantně podporuje daviesovské charakterové portréty a miniatury. Od úvodní písně "David Watts" až po závěrečný skvost "Waterloo Sunset" tu není slabé místo. Některé songy, jako alegorie "Two Sisters," "End of the Season" znějící jako šlágr od Noëla Cowarda, ospalá "Lazy Old Sun" nebo ironická "Situation Vacant", doslova překypují nápady. Významný byl i přínos Davea Daviese. Jeho téměř dylanovská záležitost "Death of a Clown" stejně jako blues-rocková "Love Me Till the Sun Shines" jsou vedle bratrových skladeb svébytnými celky, jenž ze Something Else pomáhají dělat skvělé album, jakým je.

## Seznam skladeb
Není-li uvedeno jinak, autorem všech skladeb je Ray Davies.
1. „David Watts“ – 2:32
2. „Death of a Clown“ – 3:04 (Ray Davies/Dave Davies)
3. „Two Sisters“ – 2:01
4. „No Return“ – 2:03
5. „Harry Rag“ – 2:16
6. „Tin Soldier Man“ – 2:49
7. „Situation Vacant“ – 3:16
8. „Love Me Till the Sun Shines“ – 3:16 (Dave Davies)
9. „Lazy Old Sun“ – 2:48
10. „Afternoon Tea“ – 3:27
11. „Funny Face“ – 2:17
12. „End of the Season“ – 2:57
13. „Waterloo Sunset“ – 3:15

### Bonusy
1. „Act Nice and Gentle“ – 2:39
2. „Autumn Almanac“ – 3:05
3. „Susannah's Still Alive“ – 2:22 (Dave Davies)
4. „Wonderboy“ – 2:49
5. „Polly“ – 2:51
6. „Lincoln County“ – 3:12
7. „There's No Life without Love“ – 2:01
8. „Lazy Old Sun“ – 2:53